# Рамла
Рамла́ (на иврит: רמלה; на арабски: الرملة – Ар-Ра́мла), също Рамле или Ремле, е град в Централен окръг, Израел. Името му на арабски език означава „пясък“.

## География
Разположен е на 20 км източно от Тел Авив.
Населението на града наброява около 65 800 жители през 2009 г. То има следния етно-религиозен състав (2001):
- 80% евреи,
- 20% араби:
  - 16% мюсюлмани и
  - 4% християни.

## История
Рамла е сред малкото градове в Палестина, основани от араби. Основите му са положени от халиф Сулейман (Sulayman ibn Abd al-Malik), с намерение да го направи столица на Палестина вместо близката Лида, през 716 г. При неговото управление са построени крепостните стени, пазарът и Голямата джамия. От тогавашните постройки е запазено само 27-метровото минаре „Бялата кула“, достроено през 13 век от Байбарс.
По време на Първия кръстоносен поход Рамла е изоставена от мюсюлманите и става предна крепост на кръстоносците под името Рамес (Rames). Възниква феодалната сеньория с център в Рамла, управлявана от рицари от рода на Ибелините. През 1187 г. градът е завоюван от Саладин и неговите укрепления са разрушени, а на мястото на разрушената католическа катедрала е построена джамия. Ибелините отново управляват града през 1229 – 1260 г.
От 14 век става крупен търговски център с преуспяваща еврейска общност. През 1799 г. по време на Египетската кампания на Наполеон в Рамла е разположен френски команден пункт. Стаята, където е живял бъдещият император, може да се посети във францисканския манастир „Св. св. Никодим и Иосиф“.
По решение на ООН от 29 ноември 1947 г. Рамла трябва да влезе в състава на Палестинската държава. Опасявайки се, че градът ще стане плацдарм за нападение срещу Тел Авив, израилтяните овладяват Рамла на 12 юли 1948 г. Мнозинството от населението, съставено от араби-християни, напуска града.

## Образование
- Технологичен колеж.
- Филиал на Университета „Бар Илан“, Рамат Ган – от 2011/2012 учебна година.

## Забележителности
- Минаре „Бялата кула“ (8 – 13 в.) с Голямата джамия, построена през 13 век на мястото на католическата катедрала.
- Францискански манастир „Йосиф Ариматейски“ със стая на Наполеон.
- Уникален подземен арков басейн „Св. Елена“ от век, открит за разходки с лодки.

## Личности
- Халил ал-Уазийр, с псевдоним Абу Джихад (1935 – 1988) – съосновател на палестинската организация Фатах
- Шломо (Мони) Мошонов (16 август 1951, София) – актьор и режисьор

## Галерия
- Бялата кула
- Францисканската църква „Св. св. Йосиф и Никодим“
- Надпис на православната църква „Св. Георги“
- Голямата джамия